# Cyrtaucheniidae
Cyrtaucheniidae Simon, 1892 è una famiglia di ragni appartenente all'infraordine Mygalomorphae.

## Etimologia
Il nome deriva dal greco κυρταύχην, cioè cyrtàuchen, che significa letteralmente dal collo piegato, per la postura del cefalotorace che assumono, e deriva a sua volta dal greco κυρτός, cioè cyrtòs, che significa curvo, piegato, arcuato, e αὐχήν, cioè auchèn, dal significato di collo, cervice, nuca; infine il suffisso -idae, che designa l'appartenenza ad una famiglia.

## Caratteristiche

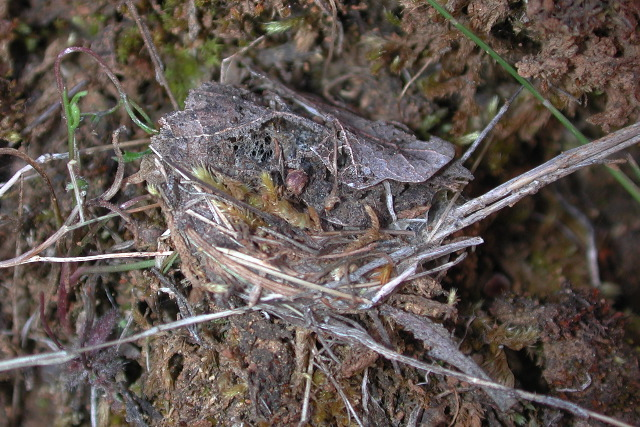
Cyrtaucheniidae, porta-trappola chiusa

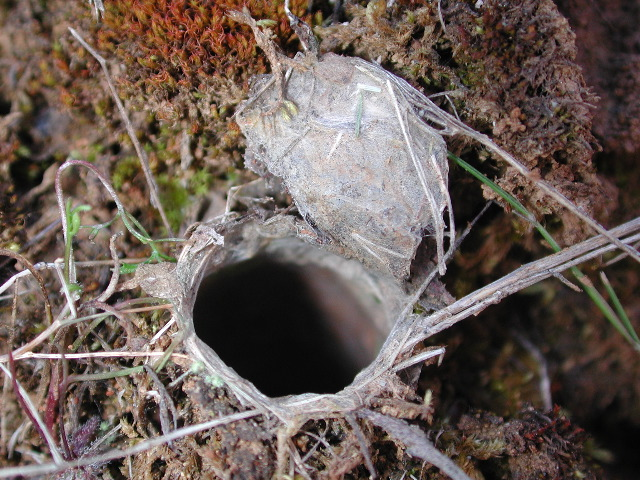
Cyrtaucheniidae, porta-trappola aperta

La caratteristica di questa famiglia di ragni, che appartiene al gruppo di famiglie che costruiscono porte-trappola nel terreno o sulle rocce per catturare le prede, è quella di non avere processi spinali sui tarsi e metatarsi del I e del II paio di zampe, in pratica sui segmenti estremi. Tali processi spinali sono invece presenti in altre famiglie, ad esempio Ctenizidae.
Questi ragni, per la maggior parte, costruiscono l'apertura delle porte-trappola a guisa di wafer, cioè formate di vari strati incrociati fra loro; alcune specie le costruiscono simili al sughero per compattezza e struttura. Sono comunque ragni finora osservati di rado e parte della loro biologia ci è sconosciuta.
Il genere monotipico Angka hexops possiede solo sei occhi, non essendo presenti il mediano e il posteriore, ed è lungo 15 millimetri in entrambi i sessi.

## Distribuzione
La famiglia è ben rappresentata in America meridionale, Asia centrale e Africa.
Il genere Anemesia è reperito solamente in Asia Centrale, e Cyrtauchenius è stato introdotto dall'Algeria all'Italia. Angka è endemico della foresta tropicale di Doi Inthanon, in Thailandia.

## Tassonomia

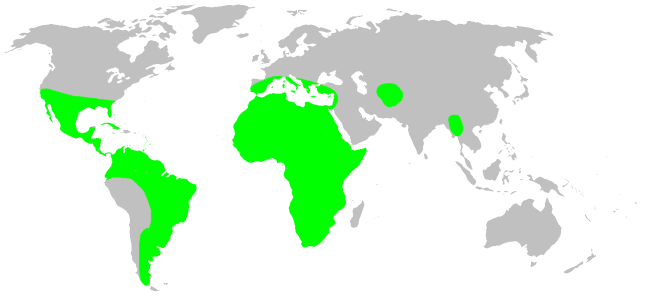
Cyrtaucheniidae: distribuzione

A seguito di recenti lavori (Bond et al., 2012a e 2012b) i 7 generi che prima costituivano la sottofamiglia Euctenizinae Raven, 1985, della famiglia Cyrtaucheniidae, sono stati assurti al rango di famiglia a sé.
Attualmente, a novembre 2020, si compone di 8 generi e 107 specie, e per la classificazione in sottofamiglie si segue quella dell'entomologo Joel Hallan, tranne gli Euctenizinae al 2012 assurti al rango di famiglia a sé:
- Aporoptychinae Simon, 1889
  - Acontius Karsch, 1879 — Africa subsahariana, Argentina (12 specie)
  - Ancylotrypa Simon, 1889 — Africa subsahariana (prevalentemente Repubblica Sudafricana) (43 specie)
  - Bolostromoides Schiapelli & Gerschman, 1945 — Venezuela (1 specie)
  - Bolostromus Ausserer, 1875 — America centrale e meridionale, Uganda (9 specie)
  - Fufius Simon, 1888 — America centrale e meridionale (13 specie)
  - Rhytidicolus Simon, 1889 — Venezuela (1 specie)
- Cyrtaucheniinae Simon, 1892
  - Cyrtauchenius Thorell, 1869 — Mediterraneo (Algeria, Italia, Sicilia, Creta) (14 specie)
- incertae sedis
  - Anemesia Pocock, 1895 — Turkmenistan, Tagikistan, Afghanistan (14 specie)

### Generi trasferiti
- Amblyocarenum Decae, Colombo & Manunza, 2014 — Sudafrica; trasferita alla famiglia Nemesiidae a seguito di uno studio di Opatova et al., 2020.
- Angka Raven & Schwendinger, 1995 — Thailandia; trasferita alla famiglia Microstigmatidae a seguito di uno studio di Opatova et al., 2020.
- Homostola Simon, 1892 — Sudafrica; trasferita alla famiglia Bemmeridae a seguito di uno studio di Opatova et al., 2020.